# Фёдоров, Владимир Фёдорович
Владимир Фёдорович Фёдоров (род. 1935) — советский и российский учёный и педагог, кандидат технических наук, доцент. С 1971 по 1983 год занимал должность проректора Московского энергетического института (МЭИ) по Смоленскому филиалу.

## Биография
Владимир Фёдорович Фёдоров родился в 1935 году. В 1971 году был назначен проректором МЭИ по Смоленскому филиалу, эту должность он занимал до 1983 года.

## Вклад в развитие Смоленского филиала МЭИ
В период руководства Владимира Фёдоровича (1971—1983) Смоленский филиал МЭИ значительно расширил спектр образовательных программ и укрепил свои позиции как ведущий образовательный и научный центр региона. В этот период были открыты новые специальности, такие как «Промышленная теплоэнергетика» в 1981 году и «Оптико-электронные приборы» в 1987 году.